# Стефан Романів
Стефа́н Ілько́вич Рома́нів (12 листопада 1955, Мельбурн, Австралія — 26 червня 2024, Варшава, Польща, позивний «Береза») — громадський та політичний діяч української діаспори, перший заступник Президента Світового конґресу українців, голова комісії з визнання Голодомору геноцидом проти українського народу, Голова Проводу ОУН(б), офіційний представник Торгово-промислової палати України в Австралії.

## Життєпис
Стефан Романів народився 12 листопада 1955 року в Мельбурні, Австралія. Батько родом із Тернополя (прибув до Австралії у 1949 році), мати — німкеня (Штуттгарт, Німеччина).
З молодих літ відвідував українську греко-католицьку церкву у Мельбурні, рідну українську школу. Закінчив педагогічний університет у Мельбурні, працював учителем початкової школи.
Був головою осередку СУМ у Мельбурні, крайової управи СУМ в Австралії, головою парафіяльної ради Української греко-католицької катедри в Мельбурні. Очолював парламентську комісію з питань багатокультурності в штаті Вікторія.
Працював виконавчим директором організації (Комюніті ленгвіч ін Австралія), яка відповідає за вивчення іноземних мов і збереження культур. В Австралії майже 70 мов, які діти можуть вивчати у школах.
Був багаторічним головою української громади у штаті Вікторія, головою Союзу українських організацій в Австралії, довголітнім керівником української братської школи та головою шкільної ради, заступником голови Світової управи Спілки української молоді (СУМ).
З 2008 по 2018 рік Стефан Романів був Генеральним секретарем, а 27 листопада 2018 року обраний Першим заступником Президента Світового конґресу українців (СКУ). Також він очолював комісію із визнання Голодомору геноцидом проти українського народу.
У лавах ОУН працював роки на різних посадах — крайових і світових.
Помер 26 червня 2024 року в Варшаві у віці 68 років.

## Сім'я
З дружиною Анастасією мав двох дітей — Петра і Терезу.

## Нагороди
- Орден Ярослава Мудрого IV ступеня (18 листопада 2024, посмертно) — за мужність і самовідданість, виявлені у захисті державного суверенітету та територіальної цілісності України, вагомий особистий внесок у розвиток різних сфер суспільного життя в умовах воєнного стану, сумлінне виконання професійного обовʼязку[6]
- Орден Ярослава Мудрого V ступеня (22 січня 2022) — за значний особистий внесок у державне будівництво, соціально-економічний, науково-технічний, культурно-освітній розвиток Української держави, зміцнення міжнародного авторитету України, вагомі трудові досягнення, багаторічну сумлінну працю[7]
- орден «За заслуги» І ступеня (20 серпня 2008) — за вагомий особистий внесок у зміцнення авторитету України у світі, популяризацію її історичних і сучасних надбань та з нагоди 17-ї річниці незалежності України[8]
- орден «За заслуги» II ступеня (29 листопада 2007) — за активну громадську діяльність, вагомий особистий внесок у висвітлення правди про Голодомор 1932—1933 років в Україні[9]
- орден «За заслуги» III ступеня (17 серпня 2006) — за вагомий особистий внесок у зміцнення міжнародного авторитету України, популяризацію історичних та сучасних надбань українського народу, активну участь у житті закордонної української громади[10]
- Відзнака Президента України — ювілейна медаль «25 років незалежності України» (22 серпня 2016) — за вагомий особистий внесок у зміцнення міжнародного авторитету Української держави, популяризацію її історичної спадщини і сучасних надбань та з нагоди 25-ї річниці незалежності України[11]

## Статті. Інтерв'ю
- Романів: Українців 60 мільйонів і ми усі маємо воювати проти Путіна і російської агресії / Промова на VI Бандерівських читаннях // ВІДЕО
- Стефан Романів: «У діаспорі нас учили, що українська нація не обмежена територією», 13.02.2010[недоступне посилання з червня 2019]
- Стефан Романів: мусимо обстоювати українську позицію, 14.06.2010
- Стефан Романів — Запоріжжя, 12.09.2011 Відео
- Зустріч з Головою ОУН(б) Стефаном Романівим — Дніпропетровськ, 12.09.2011 Відео
- Голова ОУН (б) Стефан Романів: «Треба в себе вірити і брати відповідальність», 09.02.2012
- Стефан Романів: Двомовність, тримовність і Державна мова в нормальних Державах, 02.07.2012